# Drlupa (Sopot)
Drlupa (Servisch cyrillisch Дрлупа) is een plaats in de Servische gemeente Sopot. De plaats telt 547 inwoners (2002).